# Occupied
Occupied ou Envahis au Québec (en norvégien : Okkupert) est une série télévisée norvégienne créée par Erik Skjoldbjærg et Karianne Lund sur une idée originale de Jo Nesbø, diffusée depuis le 4 octobre 2015 sur TV 2.
Avec un budget de 90 millions de couronnes norvégiennes (environ 8,4 millions d'euros), c'est l'une des séries norvégiennes les plus chères produites à ce jour. Elle a été vendue au Royaume-Uni, en Allemagne, en France, en Suède, au Danemark, en Finlande, en Islande, en Estonie, en Pologne, en Belgique, aux Pays-Bas et au Luxembourg. Elle est également diffusée par Netflix en Australie, aux États-Unis, en Inde, en France et au Canada.
En Suisse, elle est diffusée sur RTS Un depuis le 13 novembre 2015 et en France et en Allemagne, elle est diffusée sur Arte depuis le 19 novembre 2015. Au Québec, elle est diffusée depuis le 30 août 2016 sur ICI ARTV.
La deuxième saison est diffusée, en Suisse, à partir du 25 janvier 2018 sur RTS Un et du 15 février 2018 en France sur la chaine Arte.
La série est renouvelée pour une troisième saison le 10 avril 2018. En France, la saison 3 est diffusée à partir du 12 janvier 2024 sur Arte.

## Synopsis
Dans un avenir proche, alors que les États-Unis ont quitté l'OTAN, la Norvège élit un gouvernement écologiste et cesse l'ensemble de sa production pétrolière et gazière, tandis qu'une grave crise énergétique touche l'Union européenne. Cette dernière demande l'appui de la Russie qui, en quelques minutes, enlève le Premier ministre alors qu'il venait d'inaugurer une usine de production énergétique au thorium. Il est forcé d'accepter que la production d'hydrocarbures reprenne sous le contrôle russe.

## Fiche technique
- Titre français : Occupied
- Titre original : Okkupert
- Titre québécois : Envahis
- Création : Erik Skjoldbjærg, Karianne Lund et Jo Nesbø
- Réalisation : Erik Skjoldbjærg[10], John Andreas Andersen, Pål Sletaune, Erik Richter Strand et Eva Sørhaug
- Scénario : Erik Richter Strand, Ina Bruhn, Björn Paqualin, Harald Rosenløw-Eeg et Jan Trygve Røyneland
- Musique : Sivert Høyem (en) (générique) et Nicholas Sillitoe (en) (épisodes)
- Production : Anni Faurbye Fernandez, Line Winther Skyum Funch, Berna Levin, Jo Nesbø et Ole Søndberg
- Sociétés de production : Yellow Bird Norway (en), Gétévé Productions
- Pays d'origine : Norvège, France, Suède
- Langues originales : norvégien, suédois, anglais, français et russe
- Genre : thriller politique
- Durée des épisodes : 45 minutes
- Dates de diffusion :
  - Norvège : du 4 octobre au 6 décembre 2015 sur TV 2
  - Suisse : à partir du 13 novembre 2015 sur RTS Un
  - France / Allemagne : à partir du 19 novembre 2015 sur Arte

## Distribution
- Henrik Mestad (VF : Alain Lenglet) : Jesper Berg, Premier ministre de Norvège
- Eldar Skar (VF : Félicien Juttner) : Hans Martin Djupvik, agent puis chef du PST (service de sécurité intérieure norvégien) et époux de Hilde Djupvik
- Ingeborga Dapkūnaitė (VF : Dinara Droukarova) : Irina Sidorova, ambassadrice de Russie en Norvège
- Hippolyte Girardot (VF : lui-même) : Pierre Anselme, commissaire européen français et époux de Sandra Anselme
- Ane Dahl Torp (VF : Sophie Broustal) : Bente Norum, gérante d'un restaurant et compagne de Thomas Eriksen puis Nicolaj
- Vegar Hoel (no) (VF : Jean-Michel Fête) : Thomas Eriksen, journaliste au Ny Tid (en) et compagnon de Bente Norum
- Ragnhild Gudbrandsen (VF : Carole Franck) : Wenche Arnesen, chef du PST puis un des chefs de Norvège libre
- Veslemøy Mørkrid (no) (VF : Chloé Stefani) : Ingrid Bø, policière partenaire de Djupvik et ancienne championne de ski
- Janne Heltberg (VF : Julie Sicard) : Anita Rygg, chef de cabinet et maîtresse du Premier ministre puis Premier ministre
- Lisa Loven Kongsli (VF : Jeanne Savary) : Astrid Berg, représentante de l'organisation énergétique Thorium, épouse de Jesper Berg puis compagne de Jérôme Cohen
- Selome Emnetu (VF : Dorylia Calmel) : Hilde Djupvik, magistrate et épouse de Hans Martin Djupvik
- Øystein Røger (no) : Dag Ottesen, rédacteur en chef du Ny Tid (en)
- Sondre Larsen (VF : Dimitri Rataud) : Stefan Christensen, membre de Norvège libre
- Mehdi Nebbou : Jérôme Cohen, avocat de Jesper Berg et compagnon d´Astrid Berg
- Nathalie Roussel : ministre de la justice française
- Alexej Manvelov : Nikolaj, compagnon de Bente Norum
- Stig Ryste Amdam (VF : Georges Claisse) : Harald Vold, un des chefs de Norvège libre
- Kari Holtan : Anette Kleven, un membre de Norvège libre
- Krzysztof Pieczyński : Vladimir Gosev

## Épisodes

### Saison 1
1. Avril (April)
2. Mai (Mai)
3. Juin (Juni)
4. Juillet (Juli)
5. Août (August)
6. Septembre (September)
7. Octobre (Oktober)
8. Novembre (November)
9. Décembre, 1ère partie (Desember - Del 1)
10. Décembre, 2ème partie (Desember - Del 2)

#### Épisode 1:Avril
- Norvège : 4 octobre 2015 sur TV 2
- Suisse : 13 novembre 2015 sur RTS Un
- France /  Allemagne : 19 novembre 2015 sur Arte

#### Épisode 2:Mai
- Norvège : 4 octobre 2015 sur TV 2
- Suisse : 13 novembre 2015 sur RTS Un
- France /  Allemagne : 19 novembre 2015 sur Arte

#### Épisode 3:Juin
- Norvège : 11 octobre 2015 sur TV 2
- Suisse : 20 novembre 2015 sur RTS Un
- France /  Allemagne : 26 novembre 2015 sur Arte

#### Épisode 4:Juillet
- Norvège : 18 octobre 2015 sur TV 2
- Suisse : 20 novembre 2015 sur RTS Un
- France /  Allemagne : 26 novembre 2015 sur Arte

#### Épisode 5:Août
- Norvège : 25 octobre 2015 sur TV 2
- Suisse : 27 novembre 2015 sur RTS Un
- France /  Allemagne : 3 décembre 2015 sur Arte

#### Épisode 6:Septembre
- Norvège : 1er novembre 2015 sur TV 2
- Suisse : 27 novembre 2015 sur RTS Un
- France /  Allemagne : 3 décembre 2015 sur Arte

#### Épisode 7:Octobre
- Norvège : 8 novembre 2015 sur TV 2
- Suisse : 4 décembre 2015 sur RTS Un
- France /  Allemagne : 10 décembre 2015 sur Arte

#### Épisode 8:Novembre
- Norvège : 15 novembre 2015 sur TV 2
- Suisse : 4 décembre 2015 sur RTS Un
- France /  Allemagne : 10 décembre 2015 sur Arte

#### Épisode 9:Décembre -1repartie
- Norvège : 22 novembre 2015 sur TV 2
- Suisse : 11 décembre 2015 sur RTS Un
- France /  Allemagne : 17 décembre 2015 sur Arte

#### Épisode 10:Décembre -2epartie
- Norvège : 29 novembre 2015 sur TV 2
- Suisse : 11 décembre 2015 sur RTS Un
- France /  Allemagne : 17 décembre 2015 sur Arte

### Deuxième saison (2017)
1. Août (August)
2. Septembre (September)
3. Octobre (Oktober)
4. Novembre (November)
5. Décembre (Desember)
6. Janvier (Januar)
7. Février, 1ère partie (Februar - Del 1)
8. Février, 2ème partie (Februar - Del 2)

#### Épisode 1:Août
- Norvège : 29 septembre 2017 sur TV 2
- Suisse : 25 janvier 2018 sur RTS Un
- France /  Allemagne : 15 février 2018 sur Arte

#### Épisode 2:Septembre
- Norvège : 29 septembre 2017 sur TV 2
- Suisse : 25 janvier 2018 sur RTS Un
- France /  Allemagne : 15 février 2018 sur Arte

#### Épisode 3:Octobre
- Norvège : 6 octobre 2017 sur TV 2
- Suisse : 1er février 2018 sur RTS Un
- France /  Allemagne : 15 février 2018 sur Arte

#### Épisode 4:Novembre
- Norvège : 13 octobre 2017 sur TV 2
- Suisse : 1er février 2018 sur RTS Un
- France /  Allemagne : 15 février 2018 sur Arte

#### Épisode 5:Décembre
- Norvège : 20 octobre 2017 sur TV 2
- Suisse : 8 février 2018 sur RTS Un
- France /  Allemagne : 22 février 2018 sur Arte

#### Épisode 6:Janvier
- Norvège : 27 octobre 2017 sur TV 2
- Suisse : 8 février 2018 sur RTS Un
- France /  Allemagne : 22 février 2018 sur Arte

#### Épisode 7:Février -1repartie
- Norvège : 3 novembre 2017 sur TV 2
- Suisse : 14 février 2018 sur RTS Un
- France /  Allemagne : 22 février 2018 sur Arte

#### Épisode 8:Février -2epartie
- Norvège : 10 novembre 2017 sur TV 2
- Suisse : 14 février 2018 sur RTS Un
- France /  Allemagne : 22 février 2018 sur Arte

### Saison 3 (2019-2020)
1. Mars (Mars)
2. Avril (April)
3. Mai (Mai)
4. Juin (Juni)
5. Septembre, 1ère partie (September - Del 1)
6. Septembre, 2ème partie (September - Del 2)

#### Épisode 1:Mars
- Norvège : 5 décembre 2019 sur TV 2

#### Épisode 2:Avril
- Norvège : 5 décembre 2019 sur TV 2

#### Épisode 3:Mai
- Norvège : 12 décembre 2019 sur TV 2

#### Épisode 4:Juin
- Norvège : 19 décembre 2019 sur TV 2

#### Épisode 5:Septembre -1repartie
- Norvège : 26 décembre 2019 sur TV 2

#### Épisode 6:Septembre -2epartie
- Norvège : 2 janvier 2020 sur TV 2

## Production
Jo Nesbø a écrit le premier épisode en 2008, et la série, prévue pour Norsk rikskringkasting (NRK), a reçu 9,7 millions de couronnes norvégiennes du Norsk filminstitutt en avril 2013. Après quatre ans de développement, des désaccords ont conduit NRK à se retirer du projet, qui fut repris par TV 2 en octobre 2013,,.

## Lieux de tournage

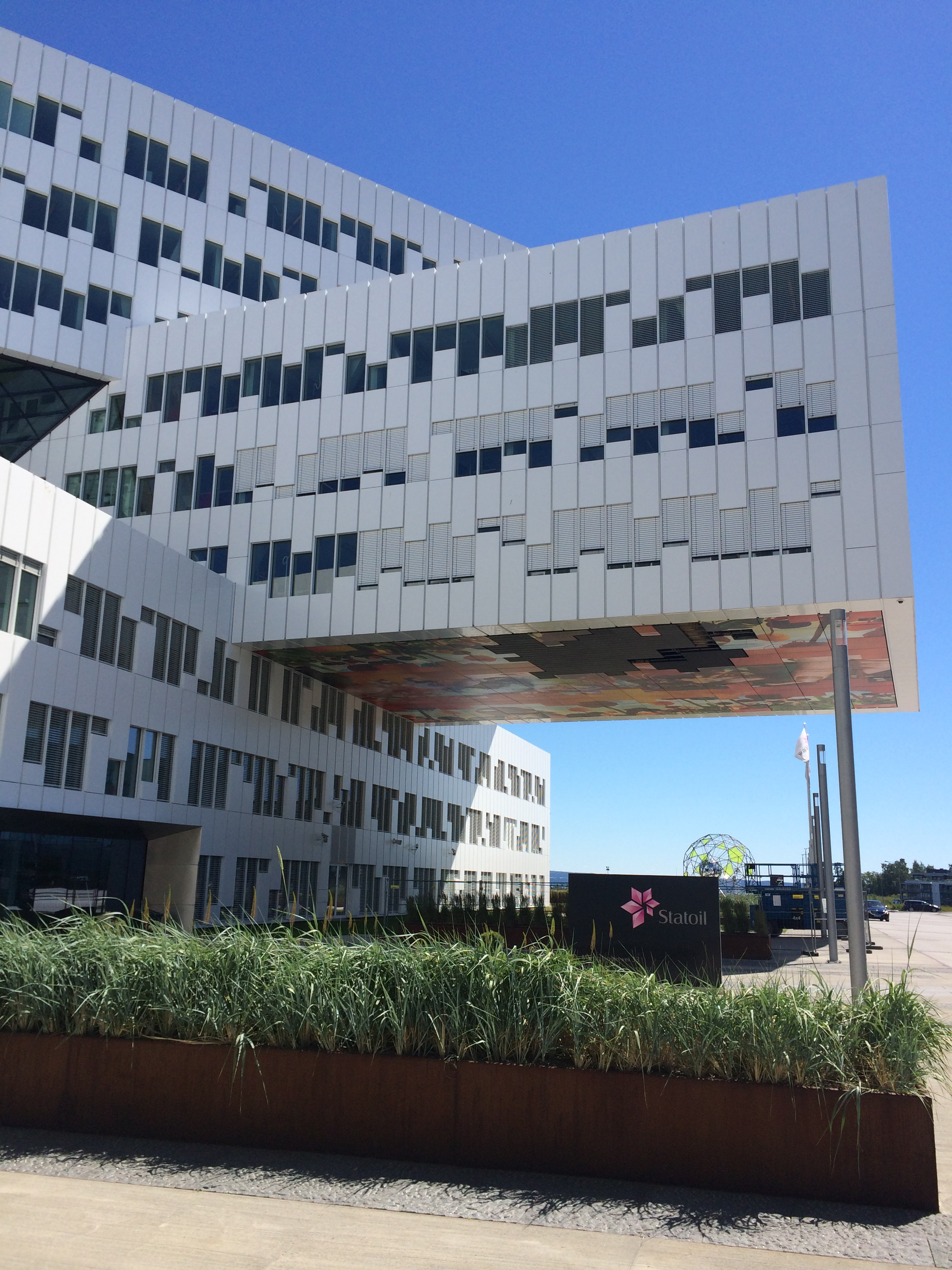
Siège de Equinor à Fornebu.

- Siège du gouvernement : les bureaux de la société pétrolière et gazière de Norvège Equinor à Fornebu, dans la banlieue d'Oslo, ont servi comme siège du gouvernement[14].
- Le port d'embarquement français pour ramener Jesper Berg en Norvège est le port du Havre (Saison 2 épisode 7 à 10 min 56 s). On aperçoit l'église Saint-Joseph à l'arrière-plan.

## Récompenses
- Festival international du film de Mannheim-Heidelberg 2015 : New Creators Award du meilleur drame

## Critique

### Réaction russe
L'ambassade de Russie en Norvège a réagi à la diffusion de la série en déclarant à l'agence TASS, :

« Bien que les auteurs de la série tentent de souligner que c'est une fiction qui n'a soi-disant rien à voir avec la réalité, ce film traite de pays parfaitement réels et, malheureusement, la Russie y tient le rôle de l'agresseur. Il est certainement dommage que, l'année du 70e anniversaire de la victoire lors de la Seconde Guerre mondiale, les auteurs aient apparemment oublié que l'Armée rouge a contribué héroïquement à libérer le Nord de la Norvège de ses occupants nazis et qu'ils aient décidé, dans la pire tradition de la Guerre froide, d'effrayer les spectateurs norvégiens avec une menace inexistante venant de l'Est. »

### Accusation de russophobie
Pour le journaliste français Serge Halimi, la série ne résiste pas à certains travers russophobes véhiculés par les médias occidentaux : « c’est la Russie qui envahit, qui manipule, qui menace, qui tue […] et le parallèle entre Russes et nazis (qui, eux, ont occupé la Norvège) fortement suggéré ». Si les producteurs de la série se défendent d'avoir voulu « désigner un méchant », ils expliquent avoir créé un parallèle avec l'annexion de la Crimée par la Russie en 2014. Pour Serge Halimi, la série « aurait pu, bien sûr, développer un « parallèle avec la réalité » mettant en scène la Chine et une île du Pacifique, les États-Unis et Cuba, la France et la République centrafricaine, Israël et la Palestine. Mais l’air du temps, celui d’une nouvelle guerre froide entre Washington et Moscou, suggère que c’eût été moins commode, que la Russie constituait le coupable idéal pour ce genre de divertissement ».
À la lumière de l'invasion de l'Ukraine par la Russie, Clément Vailant du Huffingtonpost voit dans cette série « beaucoup de similitudes avec la crise actuelle à l’Est de l’Europe », notamment sur le plan démocratique alors que la série a été écrite six ans avant l'annexion de la Crimée. « Face à la menace imminente, le président ukrainien Volodymyr Zelensky a lui aussi réclamé, comme le dirigeant fictif Jesper Berg, le soutien de la communauté internationale, appelant le monde de former “une coalition anti-Poutine” pour “contraindre la Russie à la paix” ».